# Verkeersagressie

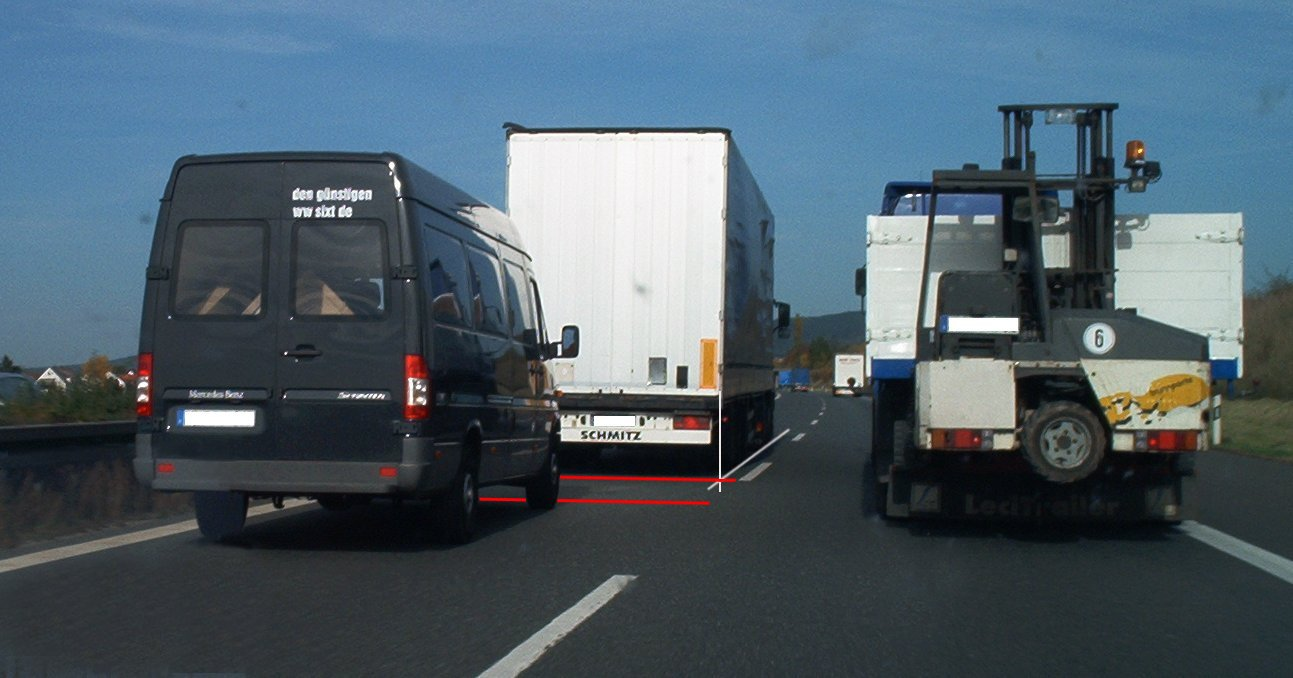
Bumperkleven bij een vrachtwagen.

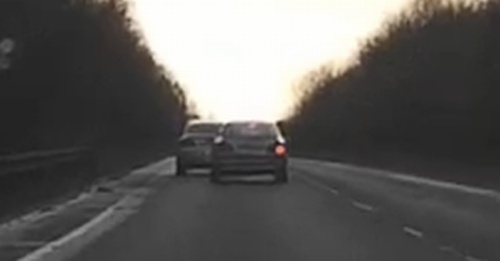
Bumperkleven met (continue) oplichtend remlicht.

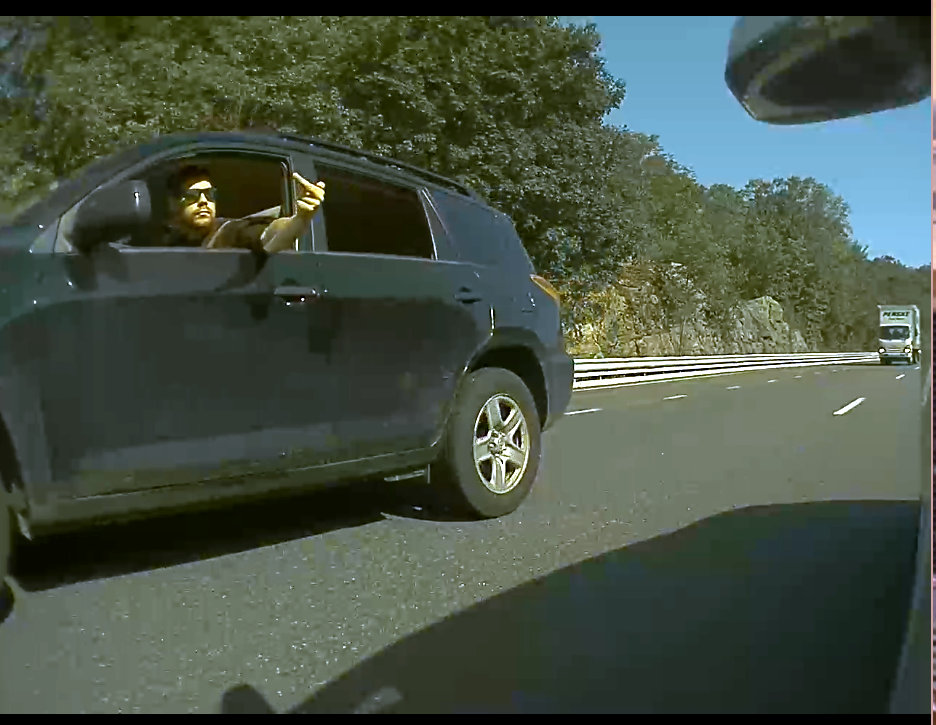
Een weggebruiker maakt intimiderende gebaren.

Verkeersagressie is opzettelijk hinderend, agressief of intimiderend gedrag tegenover andere verkeersdeelnemers. Dit gedrag is vooral voor de verkeersveiligheid zeer nadelig en brengt niet slechts de dader(s) maar alle verkeersdeelnemers en eventuele omstanders in gevaar. Hoewel dit fenomeen het meest bekend is uit het wegverkeer (bestuurders én voetgangers), komt het ook bij het water- en luchtverkeer voor. Het verschijnsel is verwant met incidenten van agressief gedrag op luchthavens en in vliegtuigen die soms voorkomen.

## Handelingen
Menselijke handelingen die onder de noemer verkeersagressie vallen zijn:
- Bumperkleven
- Aan de rechterzijde of via het trottoir of vluchtstrook inhalen
- Andere verkeersdeelnemers achtervolgen
- Intimiderende en/of beledigende gebaren maken (middelvinger, hand over de keel, voorhoofd tikken met de vinger)
- Opzettelijk hinderen, plotseling vaart verminderen of van richting veranderen, afsnijden
- Vandalisme van een voer-, vlieg- of vaartuig / opzettelijk veroorzaken van een aanvaring of ongeval
- Onnodig claxonneren
- Onnodig knipperen met verlichting
- Opzettelijk verkeersregels negeren
- Schelden of het uiten van bedreigingen naar andere verkeersdeelnemers, de politie of de verkeersleiding[2]
- Voorwerpen naar andere verkeersdeelnemers gooien
- Opzettelijk opdrachten van de verkeersleiding, verkeersregelaars of politie negeren

## Oorzaken
- Stress; sommige personen kunnen niet omgaan met stressvolle verkeerssituaties zoals drukte op de weg/files. Ook haast/tijdgebrek kan tot stress in het verkeer leiden zoals de tijdsdruk in het vliegverkeer.
- Intolerantie; iedere verkeersdeelnemer heeft een andere rij-, vaar- of vliegstijl en maakt weleens fouten in het verkeer. Dit kan tot agressie leiden als een andere verkeersdeelnemer niet kan accepteren dat zijn mede verkeersdeelnemer een andere rijstijl heeft of een fout maakt.[1][3]
- Kick; een voertuig kan gebruikt worden als genot/om een kick te krijgen door bijvoorbeeld de maximumsnelheid flink te overschrijden. Dit gevoel kan samen gaan met een gevoel van vrijheid en macht. De desbetreffende bestuurder kan andere verkeersdeelnemers als obstakel/hinder zien, met agressie als mogelijk gevolg. Bovendien kan dergelijk gedrag tot een tegenreactie leiden.[4][5]
- Verstoorde agressieregulatie; personen met bepaalde aandoeningen kunnen sneller agressief worden, voorbeelden zijn persoonlijkheidsstoornissen en verslaving. Ook het gebruik van alcohol, drugs en bepaalde medicatie kan hier een rol in spelen.
- Impulsiviteit; de ene persoon heeft een 'korter lontje' dan de ander. Spanningsbehoefte kan hier ook een rol bij spelen evenals het gebruik van alcohol, drugs en bepaalde medicatie. Stress met oorzaken buiten het verkeer (werkstress, echtscheiding, familiestress) kunnen de agressiedrempel verlagen.
- Miscommunicatie; een gebaar/manoeuvre kan verkeerd geïnterpreteerd worden.
- Leeftijd; uit onderzoek is gebleken dat jongeren zich vaker schuldig maken aan agressief gedrag dan ouderen.
- Geslacht; mannen maken zich vaker schuldig aan verkeersagressie dan vrouwen.[5]
- Temperatuur; er is een link gelegd tussen agressie en hoge temperaturen. Mensen zijn sneller agressief en intoleranter bij hoge temperaturen.

## Gevolgen
Verkeersagressie heeft op verschillende niveaus negatieve gevolgen. Enkele voorbeelden waarvoor hiervan zijn:
- Verkeersonveiligheid; verkeersagressie kan leiden tot verkeersonveilige situaties zoals onoplettendheid en verkeersongevallen. Uit Canadees onderzoek is gebleken dat 6,8% van de dodelijke verkeersongevallen in het wegverkeer veroorzaakt werd door agressief rijgedrag.[6] Uit ander onderzoek met gegevens van het Fatality Analysis Reporting System blijkt dat 56% van de verkeersongevallen veroorzaakt wordt door agressief rijgedrag.[7] Ook derden kunnen het slachtoffer worden van dergelijke verkeersongevallen.
- Rijangst; verkeersagressie kan bij slachtoffers leiden tot rijangst.[8]
- Geweld; verkeersagressie kan dusdanig uit de hand lopen dat het tot vechtpartijen kan uitlopen. Ook worden wagens soms als wapens of dreigmiddelen gebruikt wat tot gevaarlijke situaties en aanrijdingen kan leiden.
- Economische schade; de hierboven genoemde punten leiden tot extra kosten voor onder andere verzekeringsmaatschappijen en de overheid. Zoals de kosten voor politie-inzet bij geweld en ongevallen en economische schade door files na een ongeval.
- Luchtvervuiling; uit onderzoek is gebleken dat bestuurders in het wegverkeer die agressief rijgedrag vertonen hun voertuig 37% meer brandstof verbruikt en meer giftige stoffen produceert.[7]

## Preventie
Hoge pakkans
Een hoge pakkans op verkeersovertredingen/verkeersagressie zorgt voor een rustiger verkeersbeeld. Voorbeelden hiervan zijn Canada en de Verenigde Staten waar de verkeerspolitie duidelijk aanwezig is.
Onderzoek naar trajectcontroles in België heeft aangetoond dat trajectcontrole agressief rijgedrag doet verminderen.
Mottoborden

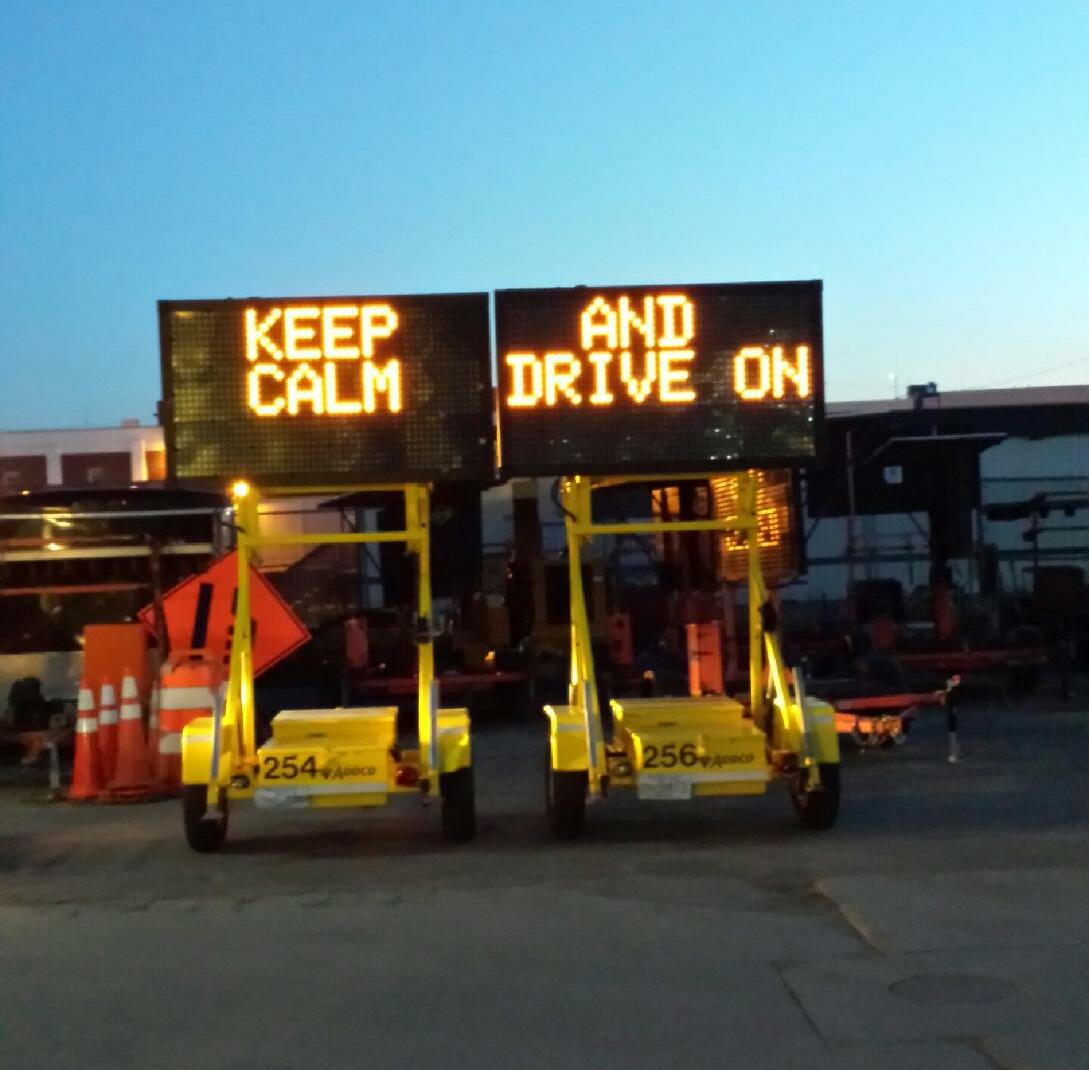
Mottobord op tekstkar.

Wegbeheerders plaatsen mottoborden langs de weg met daarop een korte boodschap. Hiermee hoopt men dat bestuurders hun gedrag aanpassen. Voorbeelden van teksten op mottoborden zijn: Bumperkleven: max. 400,- boete, Let op uw snelheid!, Afstand houden! of Zit er behalve een snelle motor ook verstand in uw auto?.
Zelfrijdende auto
Met de komst van zelfrijdende auto's en vrachtwagens verwacht men dat de verkeersagressie zal dalen. Dit omdat de besturing overgenomen wordt door het computersysteem van het voertuig en deze kent geen emoties.
Internetgigant Google wil zijn zelfrijdende auto's dusdanig programmeren dat ze agressief rijgedrag kunnen herkennen door middel van allerlei ingebouwde sensoren. Deze houden onder andere de snelheid van medeweggebruikers in de gaten, kunnen bumperklevers herkennen, letten op hoe vaak medeweggebruikers van rijstrook wisselen en hoe vaak licht- en geluidsignalen gebruikt worden. Aan de hand van deze informatie kan de zelfrijdende auto van Google herkennen welke verkeersdeelnemers een bedreiging vormen.
Bewustwording
Het geven van voorlichting en cursus aan weggebruikers over gedrag en bewustzijn kan preventief werken. In sommige landen kunnen bestuurders die betrapt zijn op agressief rijgedrag verplicht worden een (zelfbeheersings)cursus te volgen.
Ook plaatsen wegbeheerders snelheidsdisplay's om bestuurders bewust te maken van hun snelheid. Eventueel kunnen de gegevens van de display gebruikt worden om verdere maatregelen te nemen.
In diverse landen worden tv-programma's uitgezonden over verkeersgedrag. Het doel van dit soort programma's in onder andere bewustwording. Hierdoor wordt veelal samengewerkt met de lokale (verkeers)politie.
Strafrecht
In de meeste landen is verkeersagressie strafbaar en kan de dader door de rechter bestraft worden met bijvoorbeeld een: geldboete, taakstraf, gevangenisstraf, cursus of het inleveren van het rij- of vaarbewijs.

## Naar land
België
In België mogen bestuurders het alarmnummer 101 of 112 bellen bij agressief rijgedrag dat niet direct zal stoppen. Slachtoffers en/of getuigen van verkeersagressie hebben de mogelijkheid om achteraf aangifte te doen. De verdachte(n) en eventuele getuige(n) zullen hierop benaderd worden.
In 2017 kwam de lokale politie met het bericht naar buiten dat in de regio Brussel verkeersagressie met 20% gestegen is in de afgelopen twee jaar. Ook in de periode 2007 t/m 2012 is in geheel het land het aantal incidenten met verkeersagressie waarbij geweld is gebruikt verdubbeld.
Nederland

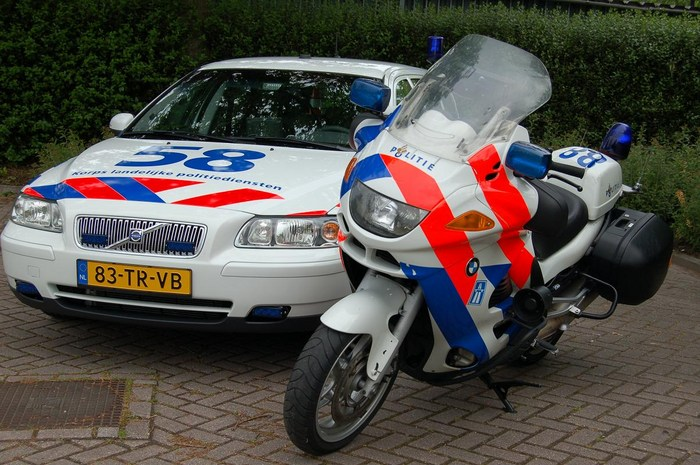
Voertuigen van de Dienst Verkeerspolitie.

In Nederland werkten in de tweede helft van de twintigste eeuw circa 400 tot 500 verkeersagenten. Ze reden van 1960 t/m 1996 in opvallende Porsches. Door maatregelen van de overheid in de loop der jaren is het aantal verkeersagenten van de Dienst Verkeerspolitie afgenomen. Echter nam de verkeersagressie toe en kreeg het thema meer prioriteit. In 2015 gaf de Nederlandse overheid aan dat het aantal 'snelwegagenten' verhoogd zal worden naar 50 om verkeersagressie tegen te gaan. Echter kreeg dit plan kritiek, omdat de pakkans nog steeds nihil zou zijn.
In de jaren 00 en 10 van de 21e eeuw had de politie een landelijk online meldpunt waar verkeersagressie gemeld kon worden. Echter dit meldpunt is inmiddels opgeheven. Alleen de politiedistricten van de provincies Zeeland en delen van Noord-Brabant werken hier nog mee via een speciaal opgericht e-mailadres.
Indien een weg- of vaargebruiker bij een verkeersdeelnemer verkeersagressie opmerkt, mag 112 gecontacteerd worden. Ook kan achteraf aangifte gedaan worden tegen de dader.
Verenigde Staten

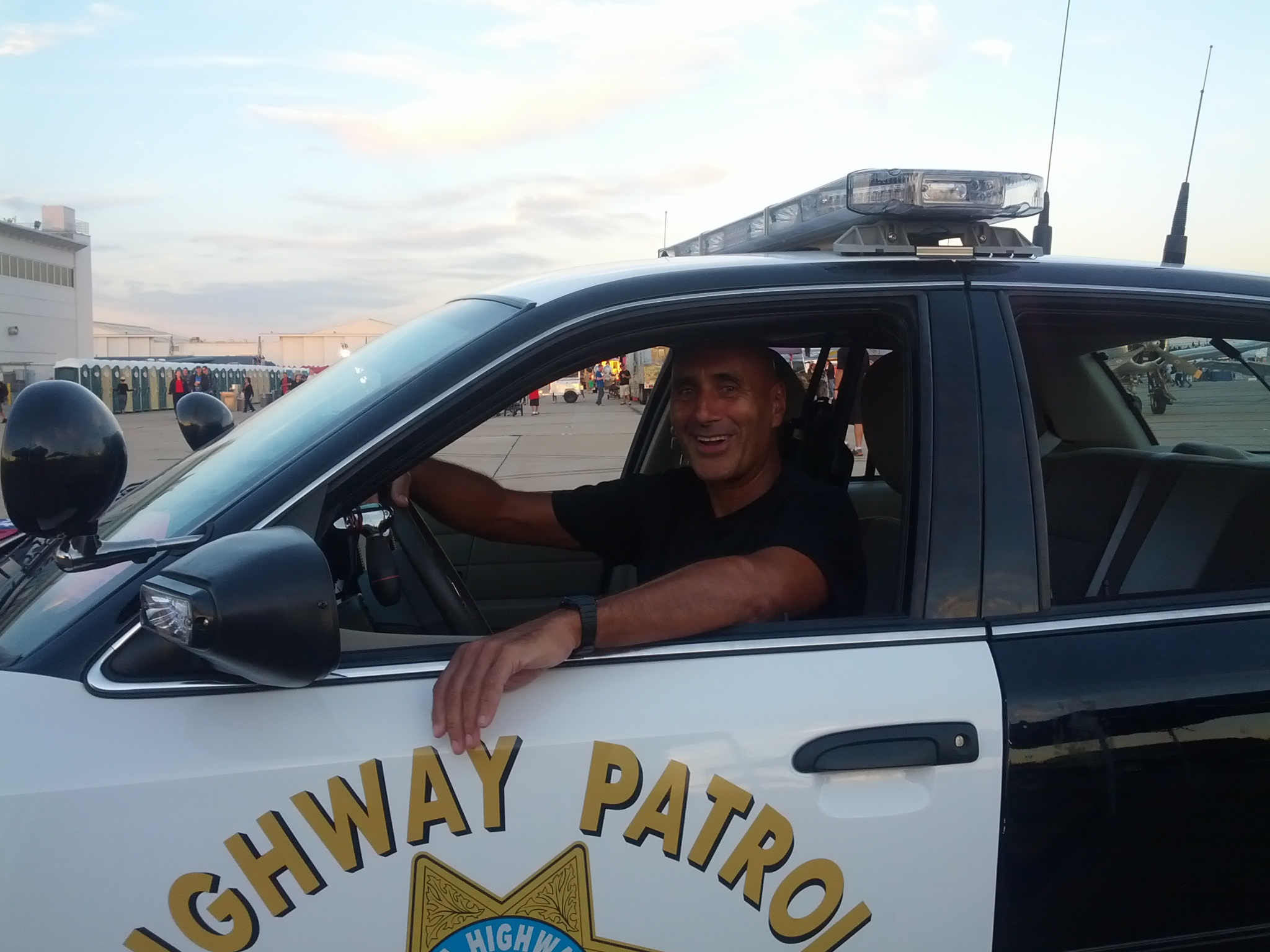
Highway Patrol van Californie.

De Verenigde Staten staat bekend om de strikte handhaving van de verkeersregels door de State Patrol of Highway Patrol. Het verkeersbeeld is over het algemeen vrij rustig. De snelheidsverschillen tussen voertuigen zijn laag en bestuurders houden gepaste afstand van hun voorligger. Dit gedrag komt mede door de hoge pakkans en zware straffen op verkeersdelicten. Desondanks is in de Verenigde Staten verkeersagressie een probleem geworden. Doordat het bezit op vuurwapens in de Verenigde Staten voor particulieren legaal is, komen verkeersruzies waarbij vuurwapens getoond/gebruikt worden vaker voor.
Volgens de National Highway Traffic Safety Administration vallen: snelheidsovertredingen, bumperkleven, onnodig gebruik van signalen, onnodig van rijstrook wisselen en verkeerde rijstrook berijden, onder agressief rijgedrag.
Colombia
In de Colombiaanse hoofdstad Bogotá is het aantal verkeersongevallen afgenomen na een periode waarin als verkeerspsychologische maatregel 420 mimespelers werden aangetrokken om de verkeersdeelnemer met asociaal rijgedrag te bespotten. Het aantal verkeersongevallen met fatale afloop daalde met de helft.